# Eleições estaduais de Berlim em 2016
As eleições estaduais de Berlim em 2016 foram realizadas a 5 de Outubro e, serviram para eleger os 160 deputados para o parlamento estadual.
O Partido Social-Democrata da Alemanha, apesar de se ter mantido como o partido mais votado, obteve o seu pior resultado de sempre em Berlim, caindo para os 21,6% dos votos.
A União Democrata-Cristã teve ainda pior resultado que o SPD, também obtendo o seu pior resultado de sempre no estado, ficando abaixo dos 18%, ao conseguir, apenas, 17,6% dos votos.
A Esquerda conseguiu um excelente resultado, subindo 4% em relação a 2011, obtendo 15,6% dos votos.
A Aliança 90/Os Verdes teve uma ligeira queda nos votos, caindo dos 17,6% de 2011 para 15,2%.
A grande surpresa das eleições foi o forte resultado pelo partido nacionalista e anti-imigração, Alternativa para a Alemanha, que entrou no parlamento estadual, ao conquistar 14,2% dos votos e 25 deputados.
Por fim, destacar o regresso do Partido Democrático Liberal ao parlamento, ao obter 6,7% e 12 deputados, enquanto, o Partido Pirata da Alemanha perdeu os 15 deputados obtidos em 2011.
Após as eleições, o Partido Social-Democrata da Alemanha manteve-se na liderança do governo estadual, ao formar uma coligação inédita com A Esquerda e a Aliança 90/Os Verdes.

## Resultados Oficiais
| Partido                 | Partido                      | Votos     | %     | +/-   | Deputados | +/-     |
| ----------------------- | ---------------------------- | --------- | ----- | ----- | --------- | ------- |
|                         | Partido Social-Democrata     | 352 430   | 21,55 | 6,74  | 38 / 160  | 9       |
|                         | União Democrata-Cristã       | 287 997   | 17,61 | 5,74  | 31 / 160  | 8       |
|                         | A Esquerda                   | 255 701   | 15,64 | 3,93  | 27 / 160  | 8       |
|                         | Aliança 90/Os Verdes         | 248 324   | 15,19 | 2,40  | 27 / 160  | 2       |
|                         | Alternativa para a Alemanha  | 231 492   | 14,16 | Novo  | 25 / 160  | Novo    |
|                         | Partido Democrático Liberal  | 109 500   | 6,70  | 4,86  | 12 / 160  | 12      |
|                         | O Partido                    | 31 924    | 1,95  | 1,07  | 0 / 160   | Estável |
|                         | Partido dos Direitos Animais | 30 620    | 1,87  | 0,39  | 0 / 160   | Estável |
|                         | Partido Pirata               | 28 332    | 1,73  | 7,17  | 0 / 160   | 15      |
|                         | Panteras Cinzentas           | 18 159    | 1,11  | -     | 0 / 160   | -       |
|                         | Outros                       | 40 690    | 2,49  |       | 0 / 160   |         |
| Votos Inválidos         | Votos Inválidos              | 25 694    | 1,55  | 0,06  |           |         |
| Total                   | Total                        | 1 662 476 | 100   |       | 160 / 160 | 11      |
| Eleitorado/Participação | Eleitorado/Participação      | 2 485 379 | 66,89 | 6,66  |           |         |
| Fonte                   | Fonte                        | [ 3 ]     | [ 3 ] | [ 3 ] | [ 3 ]     | [ 3 ]   |

## Resultados por zona (tabela)
Os resultados apresentados referem-se aos partidos que obtiveram, pelo menos, 1% dos votos a nível estadual
| Zona                       | %    | %    | %    | %    | %    | %    | %    | %    | %    | %    |
| Zona                       | SPD  | CDU  | LIN  | GRÜ  | AFD  | FDP  | PAR  | TIE  | PIR  | GRA  |
| -------------------------- | ---- | ---- | ---- | ---- | ---- | ---- | ---- | ---- | ---- | ---- |
| Charlottenburg-Wilmersdorf | 22,8 | 20,3 | 9,3  | 18,5 | 10,3 | 12,3 | 1,3  | 1,6  | 1,3  | 0,7  |
| Friedrichshain-Kreuzberg   | 18,2 | 7,8  | 23,4 | 28,4 | 6,4  | 3,9  | 4,2  | 1,5  | 3,1  | 0,5  |
| Lichtenberg                | 19,7 | 12,0 | 26,9 | 7,7  | 19,0 | 2,9  | 1,8  | 2,3  | 1,8  | 1,3  |
| Marzahn-Hellersdorf        | 17,0 | 17,3 | 23,5 | 4,5  | 23,6 | 2,8  | 1,1  | 2,2  | 1,3  | 1,7  |
| Mitte                      | 21,5 | 13,5 | 17,6 | 21,3 | 9,9  | 6,6  | 2,9  | 1,5  | 2,3  | 0,8  |
| Neuköln                    | 23,3 | 17,8 | 13,6 | 16,2 | 13,8 | 5,7  | 2,5  | 2,1  | 1,9  | 1,0  |
| Pankow                     | 20,1 | 12,6 | 21,5 | 17,9 | 13,8 | 4,4  | 2,3  | 1,8  | 2,0  | 1,0  |
| Reinickendorf              | 22,0 | 28,0 | 6,1  | 10,6 | 16,1 | 8,8  | 1,1  | 1,9  | 1,1  | 2,4  |
| Spandau                    | 27,4 | 24,6 | 6,6  | 8,7  | 16,6 | 7,6  | 1,2  | 2,4  | 1,4  | 1,4  |
| Steglitz-Zehlendorf        | 21,6 | 25,5 | 6,9  | 16,8 | 11,0 | 11,8 | 1,1  | 1,7  | 1,4  | 0,8  |
| Tempelhof-Schöneberg       | 24,9 | 19,9 | 9,7  | 18,7 | 11,4 | 7,9  | 1,4  | 1,8  | 1,6  | 1,0  |
| Treptow-Köpenick           | 20,4 | 12,9 | 22,6 | 9,1  | 20,5 | 4,1  | 2,1  | 2,1  | 1,6  | 1,2  |
| Berlim Ocidental           | 23,2 | 20,9 | 10,1 | 17,1 | 12,1 | 8,6  | 8,0  | 8,0  | 8,0  | 8,0  |
| Berlim Leste               | 19,3 | 13,1 | 23,4 | 12,6 | 17,0 | 4,0  | 10,5 | 10,5 | 10,5 | 10,5 |
| Berlim                     | 21,6 | 17,6 | 15,6 | 15,2 | 14,2 | 6,7  | 2,0  | 1,9  | 1,7  | 1,1  |